# Mykola Shaparenko
Mykola Volodymyrovych Shaparenko (ucraniano: Мико́ла Володи́мирович Шапаре́нко; Velyka Novosilka, 4 de outubro de 1998) é um futebolista ucraniano que atua como meio-campista no Dínamo de Kiev e na seleção da Ucrânia. É conhecido por sua visão de jogo, precisão nos passes e habilidade em transições rápidas, sendo considerado um dos principais talentos da nova geração do futebol ucraniano.

## Carreira no clube
Shaparenko iniciou sua trajetória nas categorias de base do Illichivets Mariupol, onde fez sua estreia profissional na Premier League da Ucrânia em 2015, aos 16 anos.
Em 2017, transferiu-se para o Dínamo de Kiev, clube no qual se firmou como titular e peça fundamental no meio-campo.
Com o Dínamo, conquistou o Campeonato Ucraniano nas temporadas 2020–21 e 2024–25, além da Copa da Ucrânia em 2019–20 e 2020–21 e a Supercopa da Ucrânia em 2018, 2019 e 2020.

## Carreira internacional
Shaparenko integrou as seleções de base da Ucrânia nas categorias sub-18, sub-19 e sub-21 antes de fazer sua estreia na seleção principal em 31 de maio de 2018, em um amistoso contra o Marrocos.
Desde então, acumula 41 partidas e 2 gols pela seleção nacional até fevereiro de 2025. Participou das Eurocopas de 2020 e 2024, sendo destaque na edição de 2024 ao marcar um gol e dar uma assistência na vitória contra a Eslováquia.

## Estatísticas

### Clubes
| Temporada     | Clube                | Jogos | Gols | Assistências | Cartões Amarelos | Cartões Vermelhos |
| ------------- | -------------------- | ----- | ---- | ------------ | ---------------- | ----------------- |
| 2014–2015     | Illichivets Mariupol | 2     | 1    | 0            | 0                | 0                 |
| 2017–presente | Dínamo de Kiev       | 135   | 23   | 27           | 29               | 1                 |

### Seleção nacional
| Ano  | Jogos | Gols |
| ---- | ----- | ---- |
| 2018 | 4     | 0    |
| 2019 | 0     | 0    |
| 2020 | 3     | 0    |
| 2021 | 16    | 1    |
| 2022 | 5     | 0    |
| 2023 | 0     | 0    |
| 2024 | 6     | 1    |
| 2025 | 1     | 0    |

## Títulos

### Dínamo de Kiev
- Campeonato Ucraniano: 2020–21, 2024–25
- Copa da Ucrânia: 2019–20, 2020–21
- Supercopa da Ucrânia: 2018, 2019, 2020

## Prêmios individuais
- Melhor jogador do Dínamo de Kiev em 2021, eleito pelos torcedores.[6]
- Jogador do mês do Dínamo de Kiev em março de 2024.[7]
- Jogador do mês do Dínamo de Kiev em outubro de 2021.[8]